# شمیخوچه
شمیخوچه (به لهستانی:  Siemichocze) یک روستا در لهستان است که در گمینا نوژتس-ستاتسیا واقع شده‌است.